# Genay, Rhône
Genay este o comună în departamentul Rhône din sud-estul Franței. În 2009 avea o populație de 4.943 de locuitori.

## Evoluția populației
| An        | 1975  | 1982  | 1990  | 1999  | 2006  | 2009  |
| --------- | ----- | ----- | ----- | ----- | ----- | ----- |
| Populație | 2.359 | 3.544 | 4.029 | 4.657 | 4.726 | 4.943 |